# Ткуарчал (станция)
Ткуарча́л (абх. Тҟәарчал) — железнодорожная станция Абхазской железной дороги на однопутном неэлектрифицированном участке Очамчыра — Ткуарчал, расположенная в одноимённом городе.

## Описание
Вокзал разрушен в результате военных действий в период блокады города грузинскими войсками в 1992—1993 годах, впоследствии не восстанавливался и был заброшен.
Пассажирское движение на станции отсутствует, осуществляется погрузка угля, перегружаемого впоследствии на корабли в Очамчыре. По состоянию на февраль 2019 года станция не действует, участок Ткуарчал — Очамчыра заброшен.